# شامپانی-آردن
شامپانی-آردن (به فرانسوی: ʃɑ̃paɲ aʁdɛn - Champagne-Ardenne) نام یکی از ۲۶ ناحیهٔ کشور فرانسه است که شامل ۴ منطقه می‌باشد.
جمعیّت این ناحیه ۱٬۳۳۴٬۰۰۰ نفر است.
همچنین مساحت این ناحیه بالغ بر ۲۵٬۶۰۶ کیلومتر مربع است.

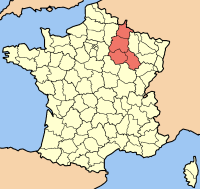
ناحیه شامپانی آردن در فرانسه